# Far West
Far West er en navnkundig dansk galopvæddeløbshest, der i 1950 som den første vandt både dansk, svensk og norsk derby.
Far West blev bragt til start 27 gange og vandt 25 gange samt 2 andenpladser.
Far West blev i avlen den første danske derbyvinder, som selv blev far til en derbyvinder, nemlig Far Bell, hvis mor var Blue Bell.
- Træner: Willy Waugh
- Jockey: William Heavey
- Opdrætter: Seinhuus Stutteri
- Ejer: Stald W.B.
- Mor: Mrs. Cillas
- Far: Farwater